# Gnamptoloma aventiaria
Gnamptoloma aventiaria là một loài bướm đêm trong họ Geometridae.